# Oroclita werneri
Oroclita werneri är en skalbaggsart som beskrevs av Franz Antoine 1998. Oroclita werneri ingår i släktet Oroclita och familjen Cetoniidae. Inga underarter finns listade i Catalogue of Life.